# 平通羌族乡
平通羌族乡，是中华人民共和国四川省绵阳市平武县下辖的一个乡镇级行政单位。2019年12月，撤销平南羌族乡和平通镇，设立平通羌族乡，以原平南羌族乡和原平通镇所属行政区域为平通羌族乡的行政区域，平通羌族乡人民政府驻政府街27号。

## 行政区划
平通羌族乡下辖以下地区：
新桥村、华光村、新民村、双沟村和龙治村。